# Jarosław Sellin
Jarosław Daniel Sellin (ur. 1 maja 1963 w Gdyni) – polski polityk i dziennikarz, doktor nauk humanistycznych.
Poseł na Sejm V, VI, VII, VIII, IX i X kadencji, w latach 1998–1999 rzecznik prasowy rządu Jerzego Buzka, w latach 1999–2005 członek KRRiT, w latach 2005–2007, 2015–2021 i 2021–2023 sekretarz stanu w Ministerstwie Kultury i Dziedzictwa Narodowego, w 2021 w Ministerstwie Kultury, Dziedzictwa Narodowego i Sportu, w latach 2022–2023 również generalny konserwator zabytków.

## Życiorys
Syn Henryka i Marii Sellinów. W 1988 ukończył studia na kierunku historia na Wydziale Humanistycznym Uniwersytetu Gdańskiego. Pracował następnie jako nauczyciel historii w V Liceum Ogólnokształcącym w Gdańsku oraz jako nauczyciel akademicki na Uniwersytecie Gdańskim. W 2021 na Wydziale Nauk Historycznych i Społecznych Uniwersytetu Kardynała Stefana Wyszyńskiego uzyskał stopień doktora nauk humanistycznych na podstawie pracy pt. Żydzi i judaizm w doświadczeniu Karola Wojtyły (1920–1978).
W latach 1983–1989 działał w opozycyjnym Ruchu Młodej Polski. Jako reprezentant strony solidarnościowo-opozycyjnej uczestniczył w obradach Okrągłego Stołu w podzespole do spraw młodzieży. W 1990 przystąpił do Zjednoczenia Chrześcijańsko-Narodowego. W 1991 przeszedł do Koalicji Republikańskiej (kandydował z jej listy do Sejmu w wyborach w tym samym roku), a pod koniec 1992 przystąpił z nią do Partii Konserwatywnej, z której odszedł w 1993.
Od początku lat 90. pracował jako dziennikarz. W latach 1990–1991 był szefem działu politycznego Tygodnika Katolickiego „Młoda Polska”. W 1991 przygotowywał programy dla polskojęzycznej telewizji w Wilnie, zaś od 1992 był zatrudniony w TVP, m.in. w redakcji Wiadomości oraz gdańskiej redakcji Panoramy. W 1993 rozpoczął pracę w Telewizji Polsat, gdzie współpracował z Wiesławem Walendziakiem. Do 1998 kierował programem Informacje, był szefem działu informacyjnego i publicystyki. Był uważany za jednego z członków środowiska młodych konserwatywnych działaczy i dziennikarzy określanych mianem „pampersów”. Wraz z innymi członkami tej grupy uczestniczył w spotkaniach Opus Dei. W 1999 dołączył do Zrzeszenia Kaszubsko-Pomorskiego. W 2006 został honorowym członkiem stowarzyszenia Młodzi Konserwatyści.
W 1998 objął funkcję rzecznika prasowego rządu Jerzego Buzka. W 1999 został wybrany przez Sejm do Krajowej Rady Radiofonii i Telewizji, w której zasiadał do 2005. W wyborach do Sejmu w tym samym roku uzyskał mandat poselski z listy Prawa i Sprawiedliwości w okręgu gdyńsko-słupskim.
Od 10 listopada 2005 do 26 listopada 2007 był sekretarzem stanu w Ministerstwie Kultury i Dziedzictwa Narodowego. W wyborach parlamentarnych w 2007 po raz drugi został posłem, otrzymując 18 167 głosów. W grudniu 2007 wystąpił z klubu parlamentarnego Prawa i Sprawiedliwości, stanął następnie na czele stowarzyszenia Pomorze XXI. W październiku 2008 został przewodniczącym koła poselskiego Polska XXI, a w czerwcu 2009 przewodniczącym stowarzyszenia o tej samej nazwie, zastępując Rafała Dutkiewicza. 21 października 2009 został członkiem utworzonego tego dnia koła parlamentarnego Polska Plus, a 9 stycznia 2010 członkiem władz nowo powstałej (z przekształcenia Polski XXI) partii o tej samej nazwie. W 2010 z ramienia PiS i Polski Plus bez powodzenia kandydował do KRRiT.
25 września 2010 wraz z innymi członkami Polski Plus, po samorozwiązaniu tej partii, przystąpił do Prawa i Sprawiedliwości. W wyborach do Sejmu w 2011 z powodzeniem ubiegał się o reelekcję, dostał 9932 głosy. W wyborach do Parlamentu Europejskiego w 2014 startował z listy Prawa i Sprawiedliwości w okręgu pomorskim, nie uzyskał mandatu posła, zdobywając 23 387 głosów.
W 2015 został ponownie wybrany do Sejmu, tym razem kandydując w okręgu gdańskim i otrzymując 34 997 głosów. 20 listopada 2015 ponownie został sekretarzem stanu w MKiDN. W listopadzie 2016 został pełnomocnikiem rządu ds. obchodów Stulecia Odzyskania Niepodległości RP.
W wyborach do Parlamentu Europejskiego w 2019 bezskutecznie ubiegał się o mandat posła do PE w okręgu obejmującym województwo pomorskie, zdobywając 77 374 głosy. W wyborach w tym samym roku uzyskał ponownie mandat posła na Sejm, otrzymując 29 834 głosy. Od marca 2021, po przekształceniach w strukturze rządu, sekretarz stanu w Ministerstwie Kultury, Dziedzictwa Narodowego i Sportu. Po reaktywacji MKiDN w październiku 2021 pozostał na funkcji sekretarza stanu w tym resorcie.
Powołany w skład Rady Muzeum przy Muzeum Historii Żydów Polskich Polin w Warszawie oraz Rady Muzeum przy Muzeum II Wojny Światowej w Gdańsku. W styczniu 2022 w resorcie kultury został dodatkowo generalnym konserwatorem zabytków. W wyborach w 2023 kolejny raz z powodzeniem ubiegał się o poselską reelekcję, zdobywając 7284 głosy. W grudniu tego samego roku zakończył pełnienie funkcji w administracji rządowej. W Sejmie X kadencji został zastępcą przewodniczącego Komisji Mniejszości Narodowych i Etnicznych, zasiadł też w Komisji do Spraw Unii Europejskiej. W 2024 bezskutecznie kandydował w kolejnych wyborach europejskich (dostał 30 098 głosów).

## Odznaczenia
Odznaczony Medalem Stulecia Odzyskanej Niepodległości.

## Życie prywatne
Jest żonaty, ma córkę. Określa się jako Kaszub.